# Supercoppa italiana 2011 (hockey su pista)
La Supercoppa italiana 2011 è stata la 7ª edizione dell'omonima competizione italiana di hockey su pista. Il torneo ha avuto luogo presso il PalaBarsacchi di Viareggio l'11 ottobre 2011.
Il trofeo è stato conquistato dal Marzotto Valdagno per la seconda volta nella sua storia.

## Squadre partecipanti
| Club              | Qualificazione                                | Partecipazioni precedenti (il grassetto indica la vittoria) |
| ----------------- | --------------------------------------------- | ----------------------------------------------------------- |
| CGC Viareggio     | Vincitore della Serie A1 e della Coppa Italia | Esordiente                                                  |
| Marzotto Valdagno | Finalista della Coppa Italia                  | 2010                                                        |

## Risultati
| Viareggio 11 ottobre 2011 | CGC Viareggio | 5 – 6                                                                  | Marzotto Valdagno | PalaBarsacchi |
| \| \| \| \| \| M. Bertolucci 1'41" 23'56" 33'21" 37'53" E. Mariotti 25'57" \| Marcatori \| 5'27" 25'39" D. Rigo 13'33" 16'15" 41'34" M. Tataranni 41'21" M. Cocco \| |               |                                                                        |                   |               |
| |               |                                                                        |                   |               |
| M. Bertolucci 1'41" 23'56" 33'21" 37'53" E. Mariotti 25'57" | Marcatori     | 5'27" 25'39" D. Rigo 13'33" 16'15" 41'34" M. Tataranni 41'21" M. Cocco |                   |               |

| CGC Viareggio    |   |                   |
|                  |   |                   |
| P                | ? | Leonardo Barozzi  |
| E                | ? | Mirko Bertolucci  |
| E                | ? | Davide Motaran    |
| E                | ? | Nicola Palagi     |
| E                | ? | Alberto Orlandi   |
| E                | ? | Emiliano Brunelli |
| P                | ? | Alessio Carmazzi  |
| E                | ? | Andrea Deinite    |
| E                | ? | Emanuel García    |
| E                | ? | Enrico Mariotti   |
| Allenatore:      |   |                   |
| Massimo Mariotti |   |                   |

| Marzotto Valdagno |   |                   |
|                   |   |                   |
| E                 | ? | Mattia Cocco      |
| E                 | ? | Diego Nicoletti   |
| P                 | ? | Juan Oviedo       |
| E                 | ? | Dario Rigo        |
| E                 | ? | Massimo Tataranni |
| E                 | ? | Carlos Nicolía    |
| E                 | ? | Pietro Pranovi    |
| E                 | ? | Eddy Randon       |
| Allenatore:       |   |                   |
| Gaetano Marozin   |   |                   |